# Maria Wantowska

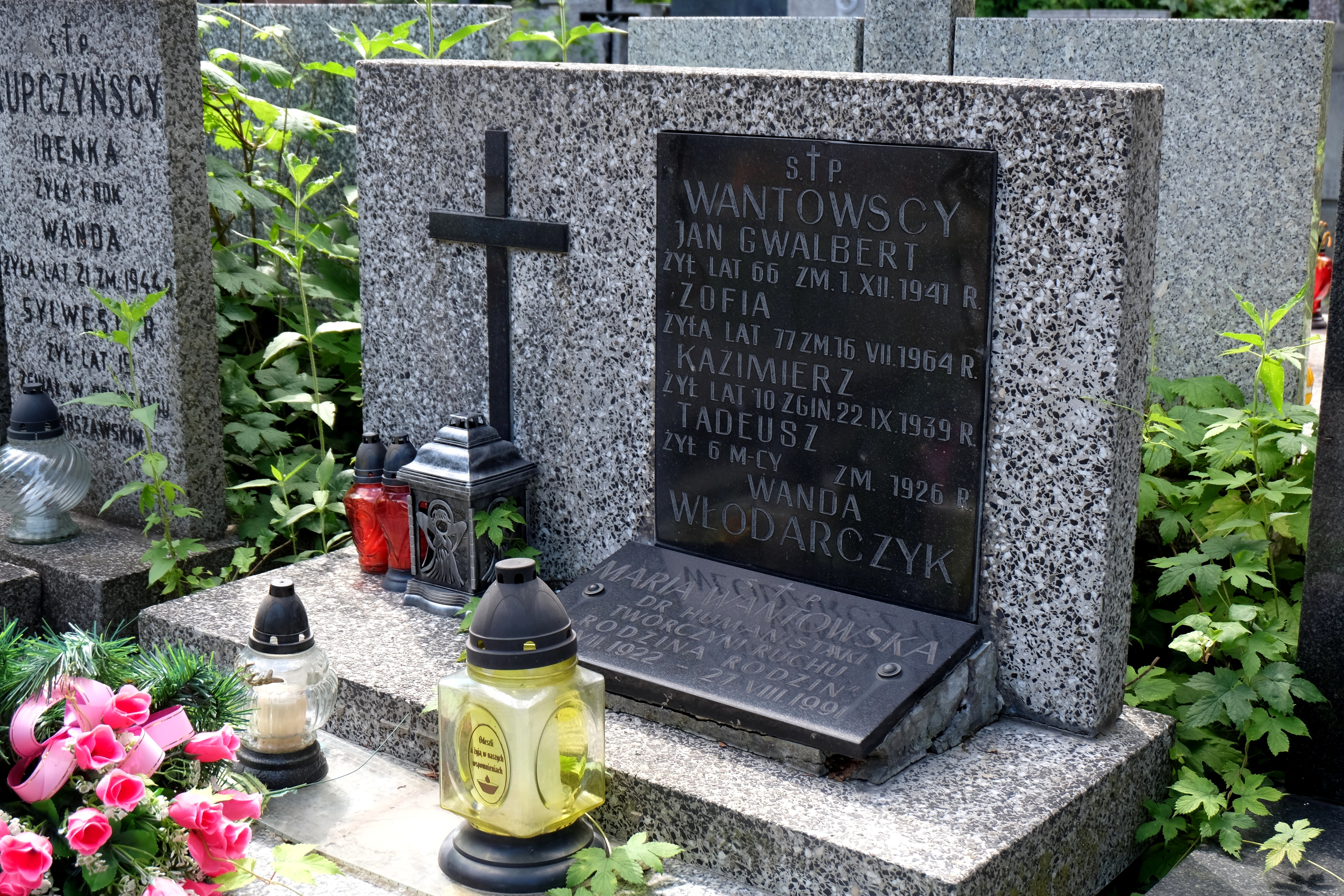
Grób Marii Wantowskiej na cmentarzu Bródnowskim w Warszawie

Maria Wantowska (ur. 13 lipca 1922 w Warszawie, zm. 27 sierpnia 1991) – polonistka, absolwentka Uniwersytetu Warszawskiego, doktor nauk humanistycznych. Uczestniczka powstania warszawskiego ps. "Stefania". Założycielka Rodziny Rodzin, znana jako „ciocia Lila”, do swojej śmierci kształtowała oblicze duchowe tego Ruchu i odpowiadała za jego działalność. Członkini- współzałożycielka Instytutu Prymasa Wyszyńskiego.

## Życiorys
Od 1942 bliska współpracownica Stefana Wyszyńskiego. W roku 1948 aresztowana przez UB za działalność duszpasterską i organizowanie obozów wakacyjnych dla dziewcząt. Wypuszczona po 4 i 1/2 miesiąca, po interwencji biskupa lubelskiego Stefana Wyszyńskiego. Wraz z Marią Okońską i Janiną Michalską odwiedzała uwięzionego Prymasa Polski w Komańczy, ostatnim miejscu jego odosobnienia. Wymieniona imiennie w testamencie Warszawskim Prymasa Tysiąclecia.
W 2009 roku prezydent Lech Kaczyński odznaczył pośmiertnie Marię Wantowską Krzyżem Oficerskim Orderu Odrodzenia Polski za wybitne zasługi dla niepodległości Rzeczypospolitej Polskiej, za działalność na rzecz środowisk kombatanckich, za osiągnięcia w pracy społecznej.
Pochowana na cmentarzu Bródnowskim (kw. 1B, rząd II, grób 21-27).